# Bolungarvík
Die Stadt Bolungarvík (‚Holzhaufenbucht‘, isländisch Bolungarvíkurkaupstaður) ist eine Stadtgemeinde in der Region Vestfirðir im äußersten Nordwesten Islands. Am 1. Januar 2023 hatte die Gemeinde 997 Einwohner.

## Geografie

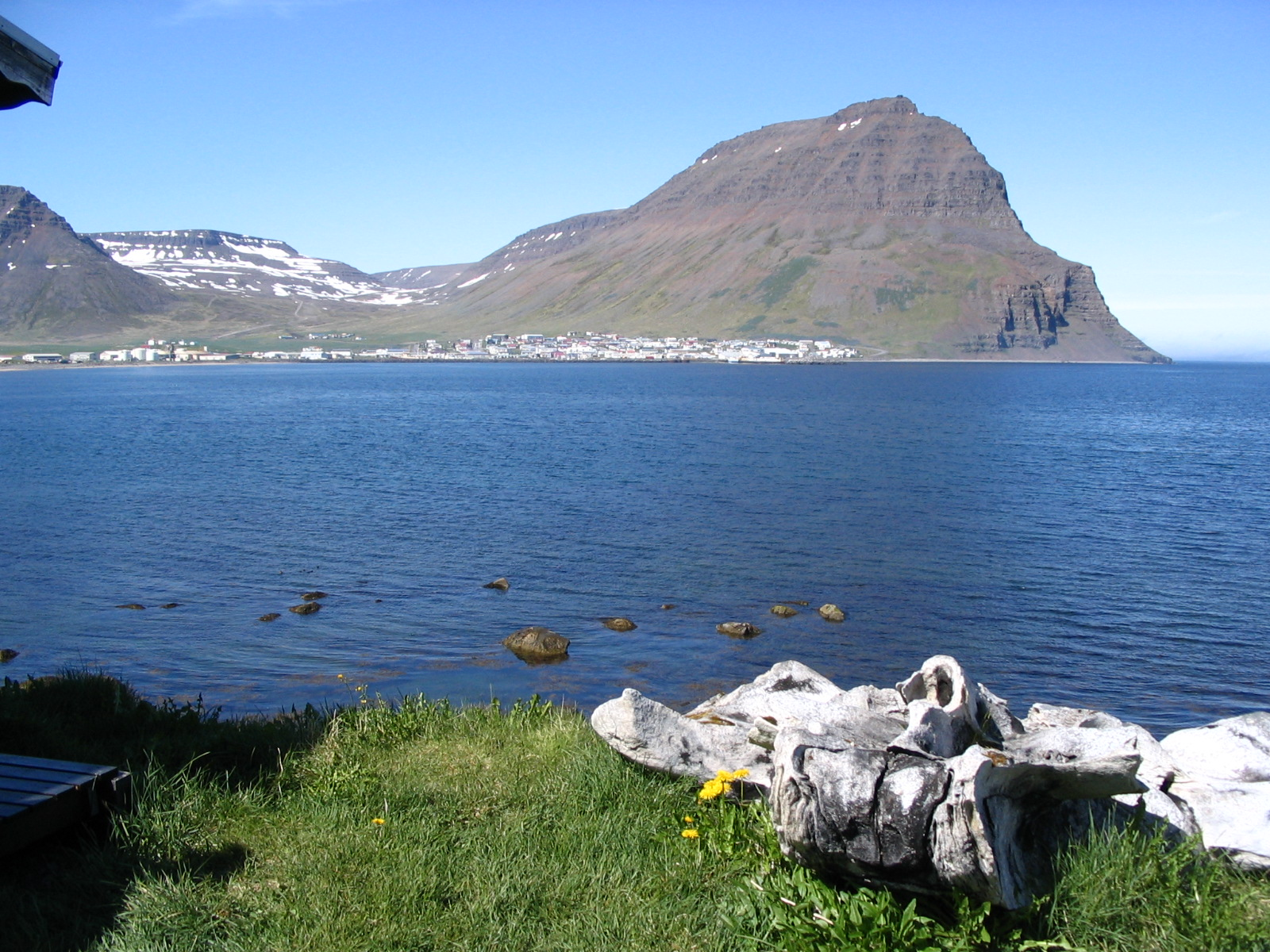
Blick auf Bolungarvík

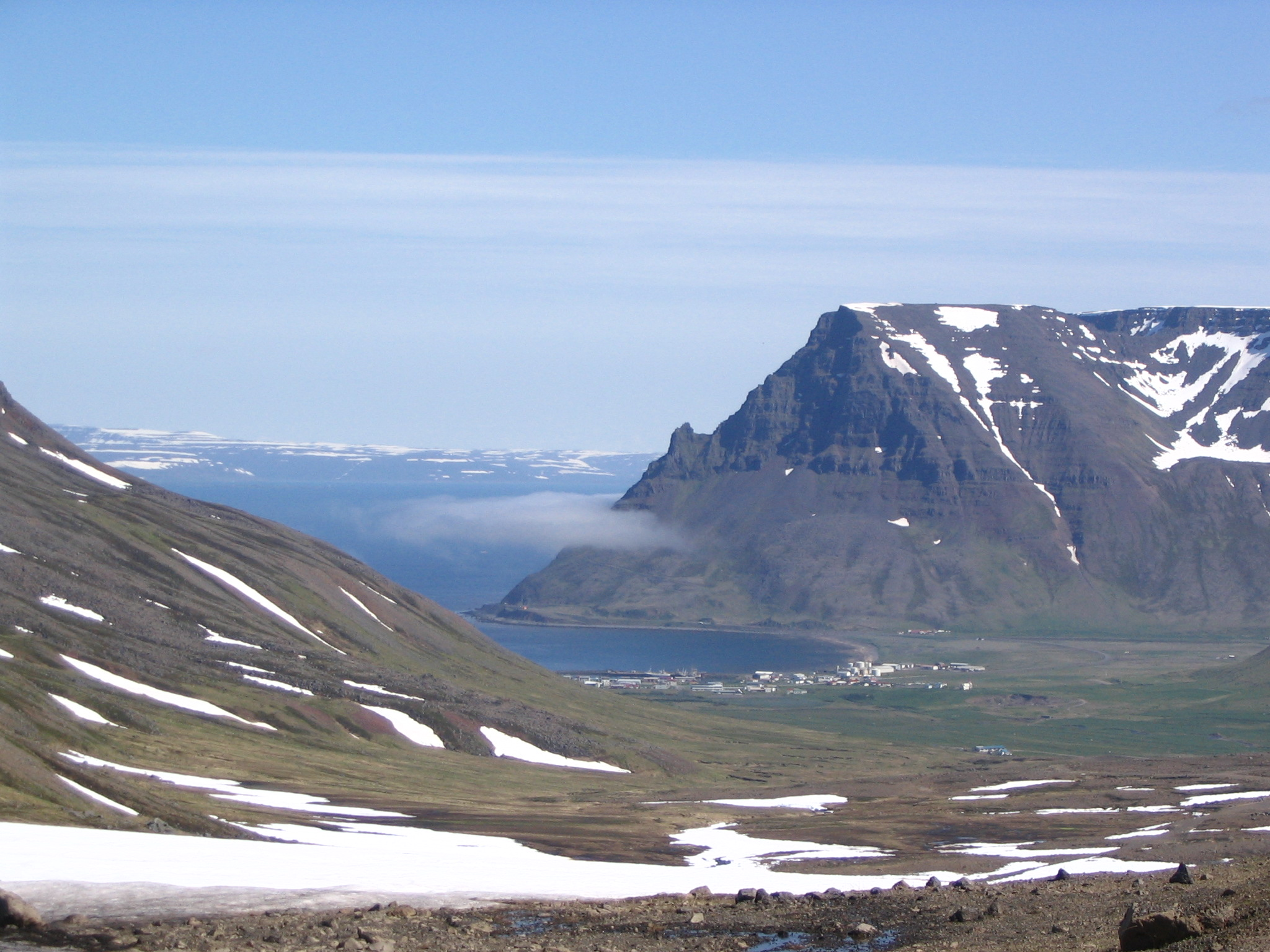
Bolungarvík

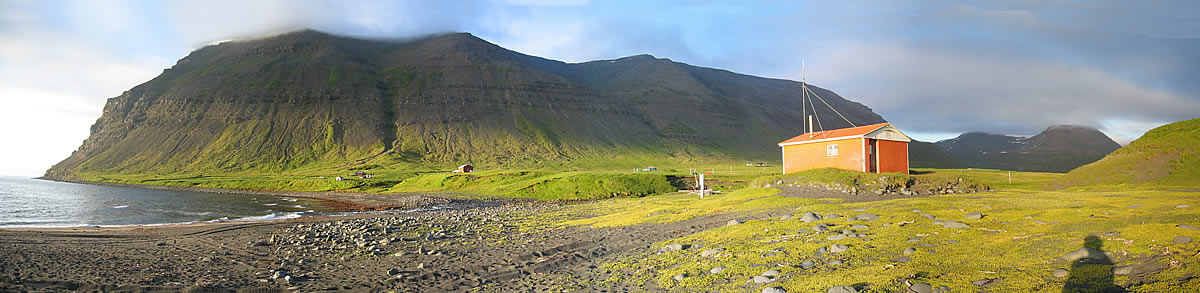
Skálavík

Gemessen an der Einwohnerzahl ist Bolungarvík nach dem 13 Kilometer südöstlich gelegenen Ísafjörður die zweitgrößte Ortschaft der Region Vestfirðir. Überragt von den steil abfallenden Berghängen des markanten Traðarhorn liegt Bolungarvík an der kleinen, gleichnamigen Bucht, die zum größten Fjord der Region gehört, dem Ísafjarðardjúp.
Oberhalb des Ortes befindet sich der 638 m hohe Berg Bolafjall.

## Geschichte

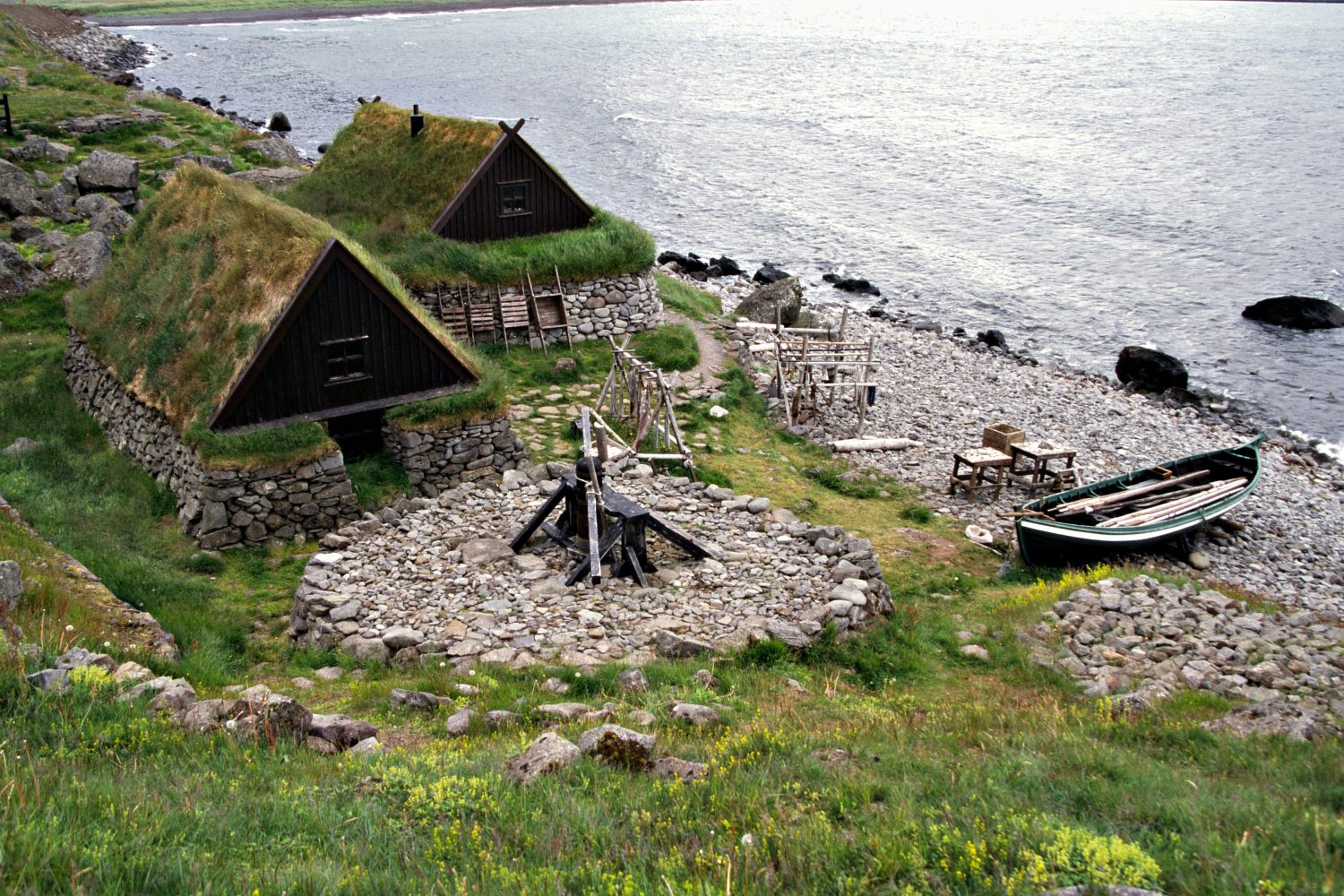
Fischereimuseum Ósvör

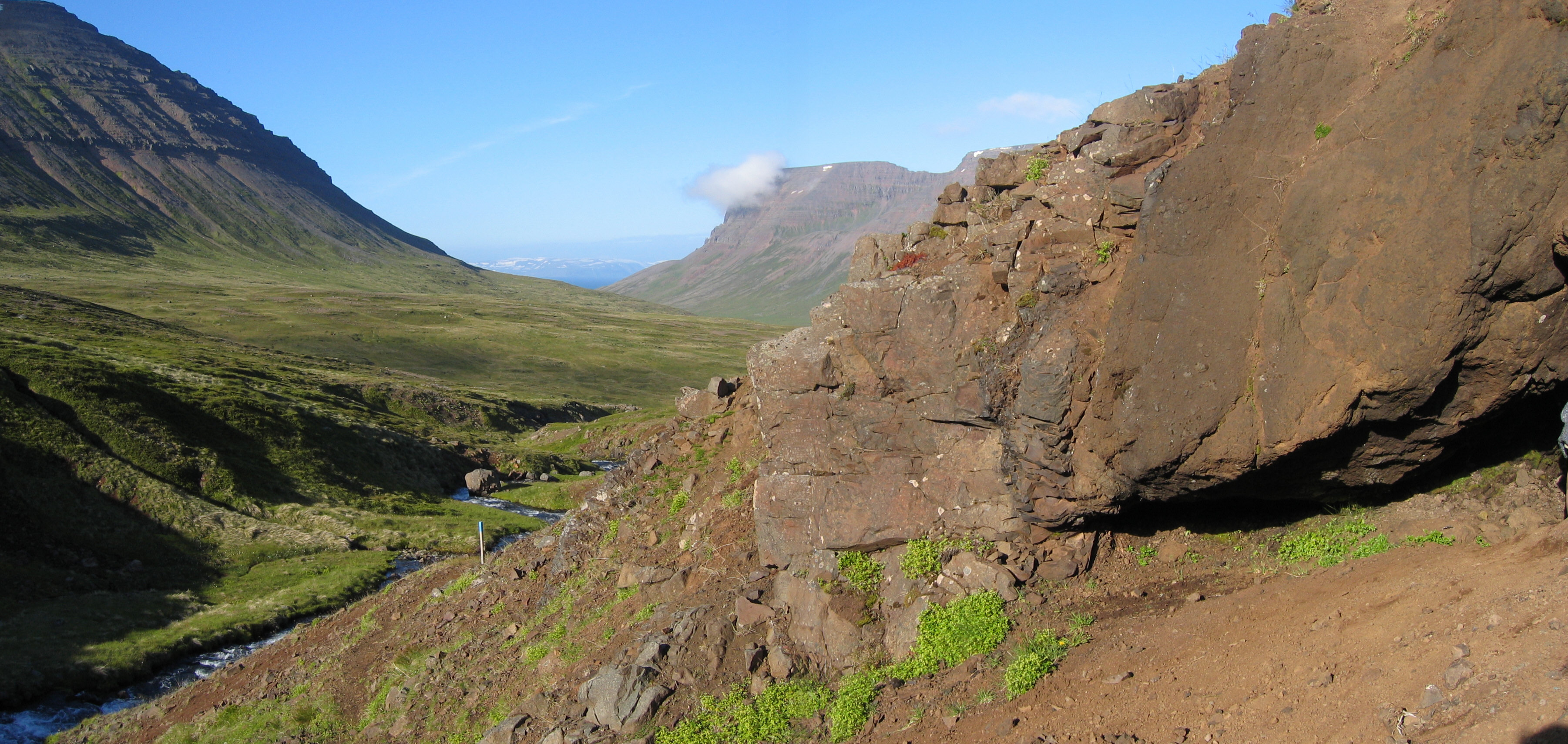
Eingang der Braunkohlenmine

Bolungarvík war als wichtiger Fischereiplatz seit der Zeit der Landnahme immer von großer Bedeutung. In dieser Gegend war es eine Clan-Chefin, Þuriður sundafyllir, die mit ihrem Sohn Völundar-Steinn das Land um Bolungarvík in Besitz nahm. Der Überlieferung nach wohnte sie im Gebiet Vatnsnes im Tal Syðridalur südwestlich der heutigen Stadt. Ihr wurde 1975 von Frauen aus dem Ort ein Denkmal errichtet.
Der ehemals wichtigste und reichste Hof namens Hóll, der, wie häufig in Island, gleichzeitig Pfarrhof war, befindet sich auf einem Hügel (= isl. Bedeutung des Namens) etwas oberhalb des Ortes.
Der Fischfang ist schon immer die wichtigste Einnahmequelle des Ortes gewesen, und in der Bucht befanden sich bis Ende des 19. Jahrhunderts viele Fischerhütten, die hauptsächlich während der Fischfangsaison im Winter genutzt wurden.
Ende des 19. Jahrhunderts wurde ein Laden eröffnet, ab 1903 erhielt der Ort das Marktrecht. In den Jahren 1917–1921 wurde in der Mine Gilsnáma im nahegelegenen Tal Syðridalur Braunkohle abgebaut. 1932 wurde ein Schwimmbad gebaut, das zunächst mit Kohle beheizt wurde und das erste derartige Schwimmbad im Lande war. Ein neues wurde 1977 in Betrieb genommen.
Am 10. Januar 1974 erhielt der Ort das Stadtrecht. 1910 lag die Einwohnerzahl bei 815, 1920 bei 767, 1930 bei 685, 1940 bei 649, 1950 bei 704, 1960 bei 775, 1970 bei 978  und 1980 bei 1 266. 1989 zählte Bolungarvík 1 215 Einwohner.
2003 war Bolungarvík Schauplatz von Nói Albínói, einem Film von Dagur Kári.

## Kultur und Sehenswürdigkeiten

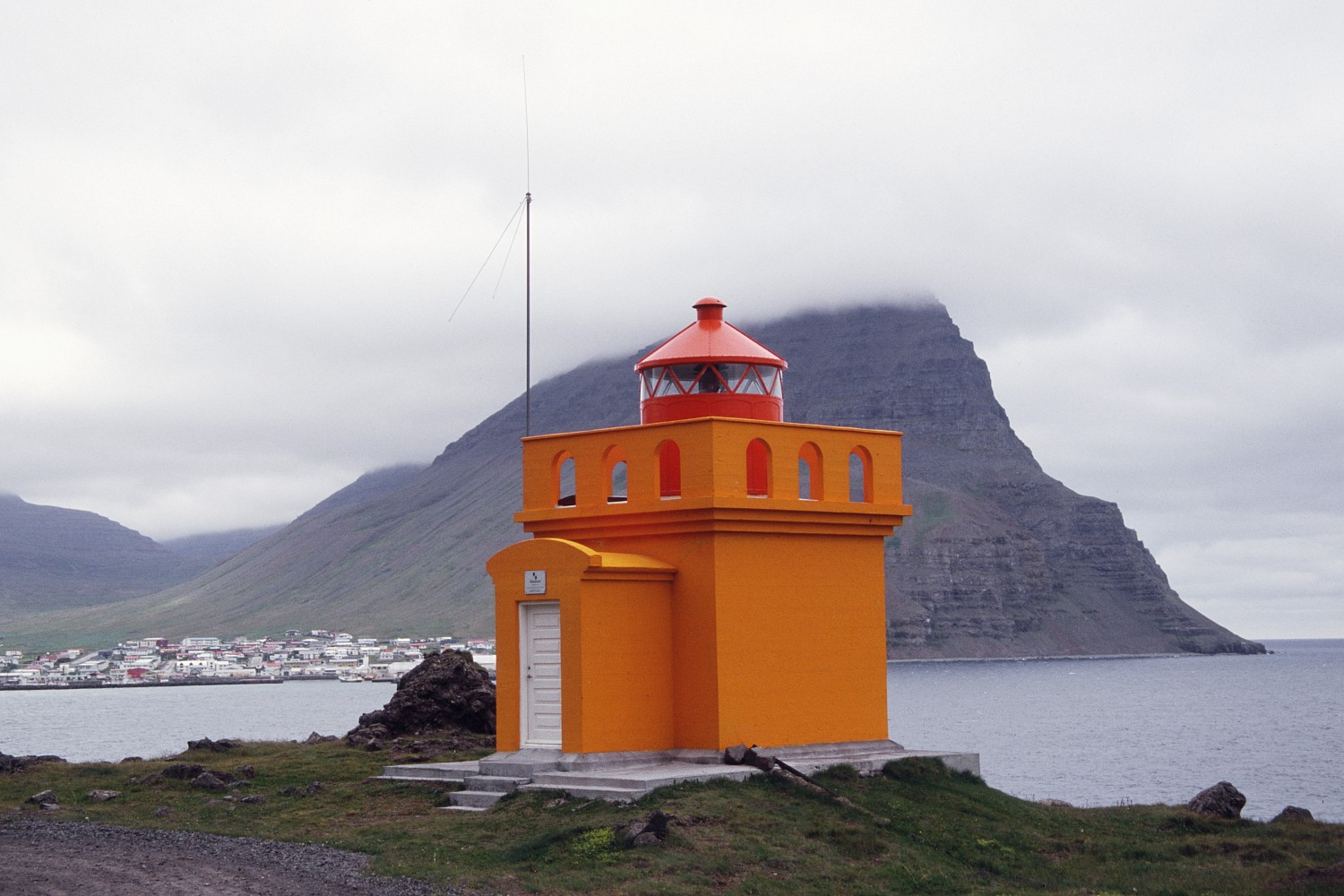
Bolungarvík mit Leuchtturm Óshólaviti

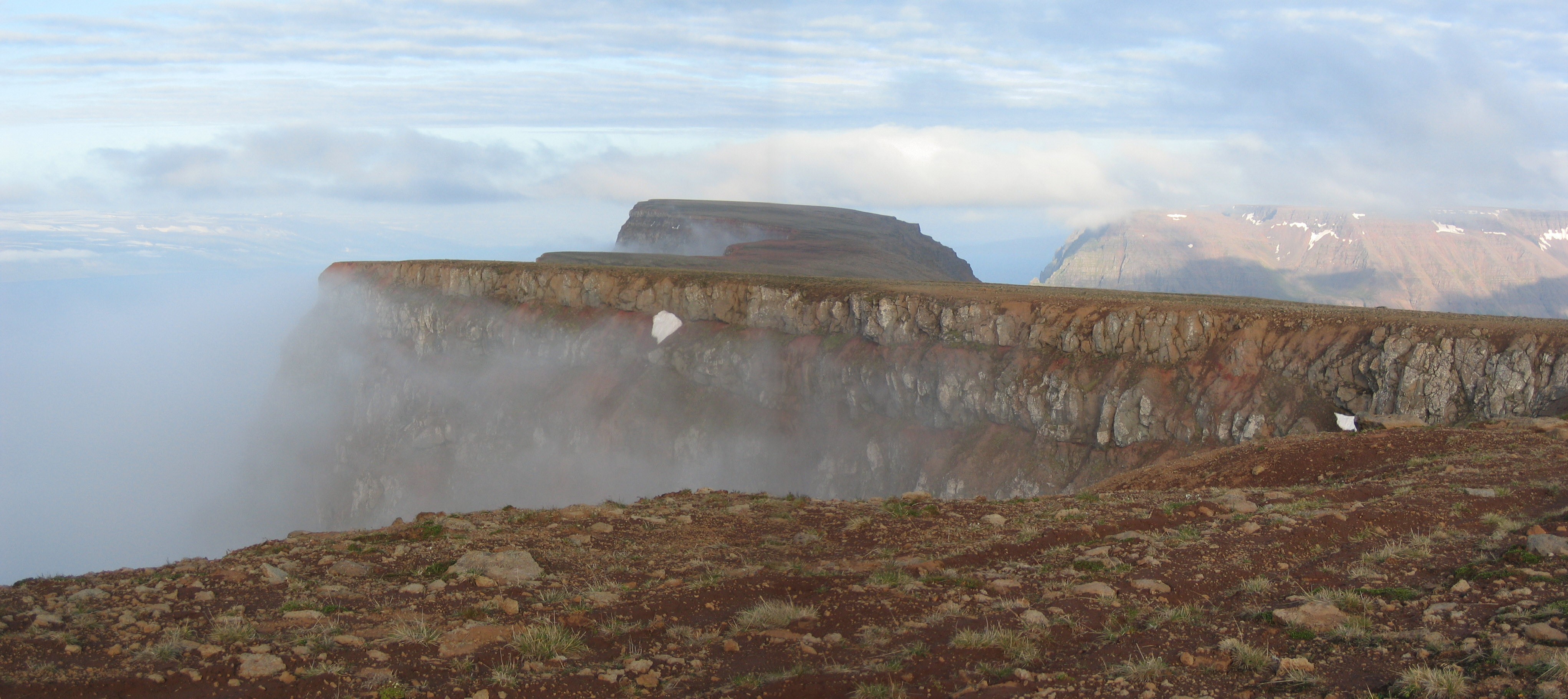
Bolafjall

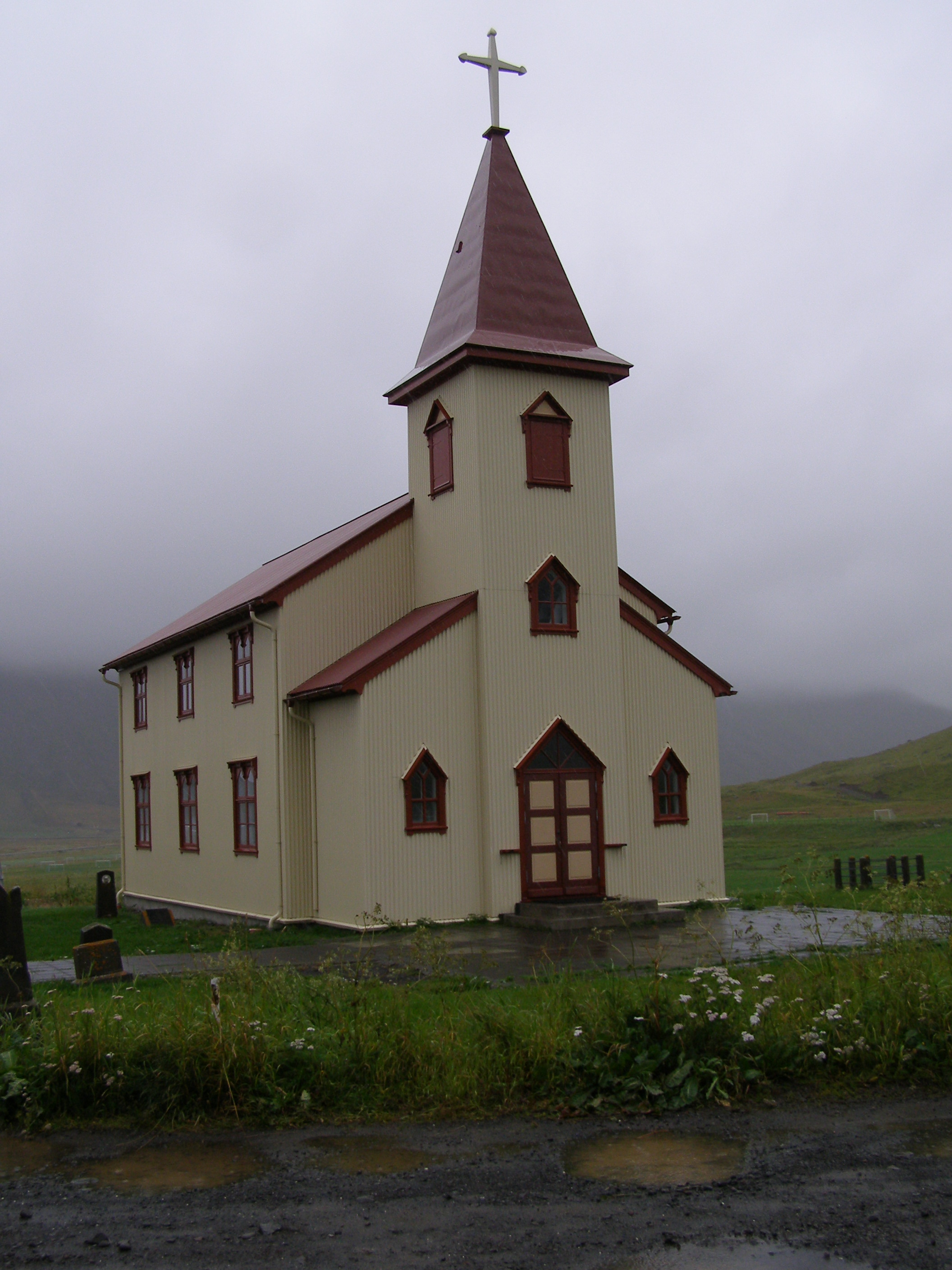
Dorfkirche

Anders als das nahe gelegene Ísafjörður hat Bolungarvík eher den Charakter eines Fischerdorfes, besticht aber durch die fast alpine Landschaft.
An Sehenswürdigkeiten ist vor allem das Naturhistorische Museum zu nennen, angeschlossen an das Naturhistorische Institut. Die verschiedenen Exponate zeugen vom Artenreichtum der Region, dazu finden sich insbesondere auch Informationen zum Naturraum Hornstrandir, der Region nördlich des Ísafjarðardjúp. In der 2010 angelegten Parkanlage Grasagarða Vestfjarða neben dem Vereinshaus Félagsheimili Bolungarvíkur sind die auf Island vorkommenden Pflanzen zu sehen und werden mit Beschilderung auf Isländisch, Lateinisch, Deutsch und Englisch erläutert.
Die helle, wellblechgedeckte Kirche Hólskirkja von 1908 befindet sich oberhalb des Ortes auf dem Gehöft Hóll, „Hügel“. Ihre Kanzel befindet sich genau über dem Altar. Die Kirche war bis 1925 im Privatbesitz der Bauern von Hóll, bis sie im gleichen Jahr von der Lutherischen Staatskirche gekauft wurde. Ausgemalt wurde die Kirche 1978. Die Hólskirkja besitzt zwei alte Glocken, die 1620 und 1775 gegossen wurden.
Die rekonstruierte Fischerhütten Ósvör am östlichen Ende der Bucht ist als ein Freilichtmuseum. Die Nachbauten der Wohn- und Arbeitshäuser zeugen von der Zeit, als hier noch mit Ruderbooten gefischt wurde. Sehenswert ist auch der oberhalb Ósvörs gelegene kleine, grellorangene Leuchtturm Óshólaviti von 1937.
Auf den Bolafjall oberhalb des Ortes führt ein grober Jeeptrack, der im Juli und August für Autos freigegeben ist. Oben befindet sich eine inzwischen unbemannte Radarstation, die bis 2006 im Rahmen der NATO von der US-Armee betrieben wurde und seitdem der isländischen Küstenwache untersteht. Bei entsprechenden Wetterverhältnissen sieht man von dort weit über die Fjordmündung des Ísarfjarðardjúp und nach Hornstrandir.
An schneereichen Wintertagen gibt es für Langläufer gespurte Loipen beim Ort. In den Bergen der Gegend findet man zahlreiche Möglichkeiten zum Bergsteigen und Wandern.

## Wirtschaft und Dienstleistungen
Trotz der eher nachteiligen Hafenlage sind Fischfang und -verarbeitung aufgrund der reichen Fanggründe nach wie vor die bedeutendste Einnahmequelle des Ortes. Daneben findet man noch weitere Arbeitgeber vor Ort, teilweise Geschäfte und Handwerksbetriebe, aber auch Tourismuseinrichtungen wie Hotels und Museen. Man setzt inzwischen vermehrt auf den Tourismus, wozu zum Beispiel das Freilichtmuseum zum Fischfang Ósvör dient.
Der Hochseeangeltourismus ist eine wachsende Branche in Bolungarvík und bietet, zumindest im Sommer, weitere Arbeitsplätze.
Am Ort gibt es einen Kindergarten, eine Grundschule, eine Musikschule sowie Sportanlagen mit Schwimmbad. Außerdem existieren eine Gemeindebibliothek, ein Mehrzweckgemeindehaus und ein Gesundheitszentrum.

## Einwohnerentwicklung
Bolungarvík war, wie viele abgelegene Regionen Islands, von Abwanderung vor allem in die Hauptstadtregion betroffen.
| Datum        | Einwohner |
| ------------ | --------- |
| 1. Dez. 1997 | 1.094     |
| 1. Dez. 2003 | 944       |
| 1. Dez. 2004 | 934       |
| 1. Dez. 2005 | 918       |
| 1. Dez. 2006 | 905       |
| 1. Dez. 2007 | 904       |

Ab 2007 liegen die Daten jeweils für den 1. Januar vor.
| Datum        | Einwohner |
| ------------ | --------- |
| 1. Jan. 2008 | 908       |
| 1. Jan. 2009 | 966       |
| 1. Jan. 2010 | 970       |
| 1. Jan. 2011 | 865       |
| 1. Jan. 2012 | 866       |
| 1. Jan. 2013 | 894       |
| 1. Jan. 2014 | 933       |
| 1. Jan. 2015 | 906       |
| 1. Jan. 2016 | 882       |
| 1. Jan. 2017 | 888       |
| 1. Jan. 2018 | 924       |
| 1. Jan. 2019 | 931       |
| 1. Jan. 2020 | 955       |
| 1. Jan. 2023 | 997       |

Der Bevölkerungsrückgang vom 1. Dezember 1997 bis 1. Januar 2023 beträgt somit 9,9 %.

## Verkehr
Schon seit 1950 verband der Óshlíðarvegur als Teil des Djúpvegurs  Bólungarvík mit Ísafjörður. Er führte entlang der steilen Küste und war stark durch Steinschlag und Lawinen gefährdet. Seit dem 26. September 2010 erreicht der Djúpvegur durch den 5426 m langen Bolungarvíkurgöng den Ort und bildet eine sichere Straßenverbindung.
Von Bolungarvík aus führt der ungeteerte Skálavíkurvegur  11 km nach Westen in die inzwischen unbewohnte Bucht Skálavík. Die Straße ist jedoch üblicherweise schneebedingt erst ab dem 1. Juli (und meist nur bis 31. August) für den PKW-Verkehr geöffnet (genau wie die Abzweigung auf den Berg Bolafjall); der aktuelle Straßenzustand kann online eingesehen werden.
Die Entfernung zur Hauptstadt Reykjavík beträgt 432 Straßenkilometer.

## Persönlichkeiten
- Einar K. Guðfinnsson (* 1955), isländischer Politiker
- Andri Rúnar Bjarnason (* 1990), Fußball-Nationalspieler